# Club de Pesca y Náutica Gral. Daniel Cerri
El Club de Pesca y Náutica Gral. Daniel Cerri  es una institución deportiva de la República Argentina que está situado en el Puerto Cuatreros de la ciudad de General Daniel Cerri, provincia de Buenos Aires, y a 15 km de la ciudad de Bahía Blanca.

## Historia del Club

### Reseña Histórica
El 30 de enero de 1970, un grupo de vecinos, amantes de la pesca deportiva fundó el Club de Pesca y Náutica Gral. Daniel Cerri y está ubicado en el Puerto Cuatreros de la ciudad de General Daniel Cerri. Cuenta con un espigón de madera de 200 m de largo por 6,5 m de ancho, está enclavado en el estuario de la bahía en donde se practica la pesca deportiva las 24 horas del día durante los meses de diciembre a marzo para socios y transeúntes, dando las mayores seguridades, ya que cuenta con baranda de contención y columnas de alumbrado en todo su perímetro brindando así mayor confiabilidad a todos los concurrentes.
En la faz deportiva organiza anualmente concursos de pesca embarcado con ranking para socios solamente y eventos libre para todo participante, también realiza concursos de pejerrey para menores de 6 a 16 años.
El Club se encuentra en una etapa de grandes reformas, ya sea en materia edilicia como en forestación, para dotar a la institución de una infraestructura general que satisfaga a la enorme masa societaria y a la comunidad toda que planea pasar días de sano esparcimiento junto al mar.

### Galería de imágenes

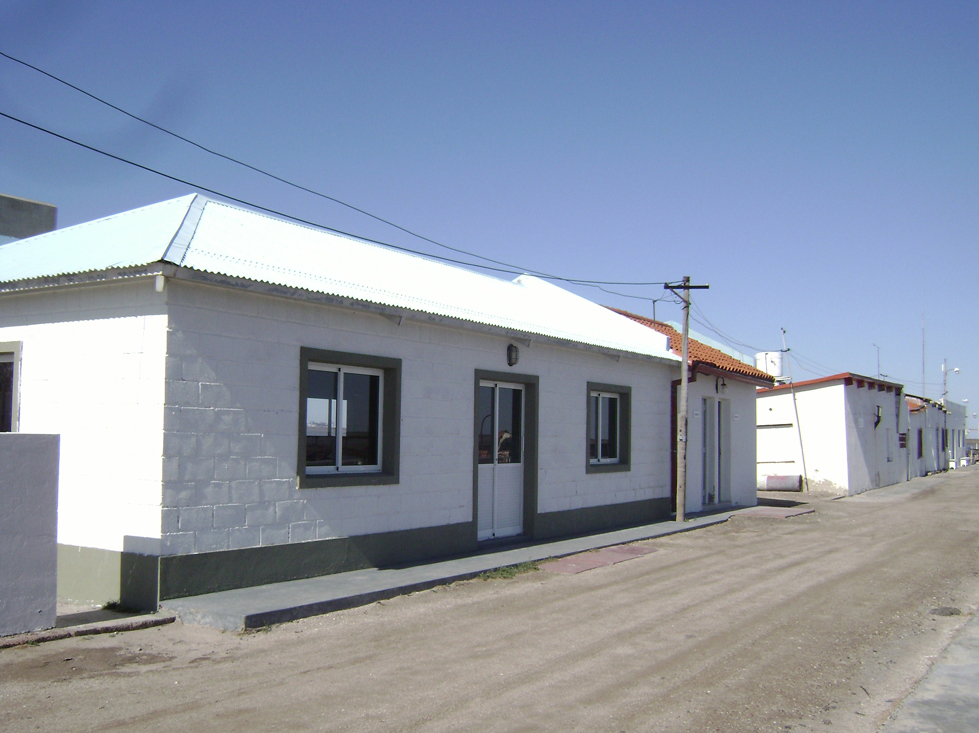
Fogón, quincho y cantina.
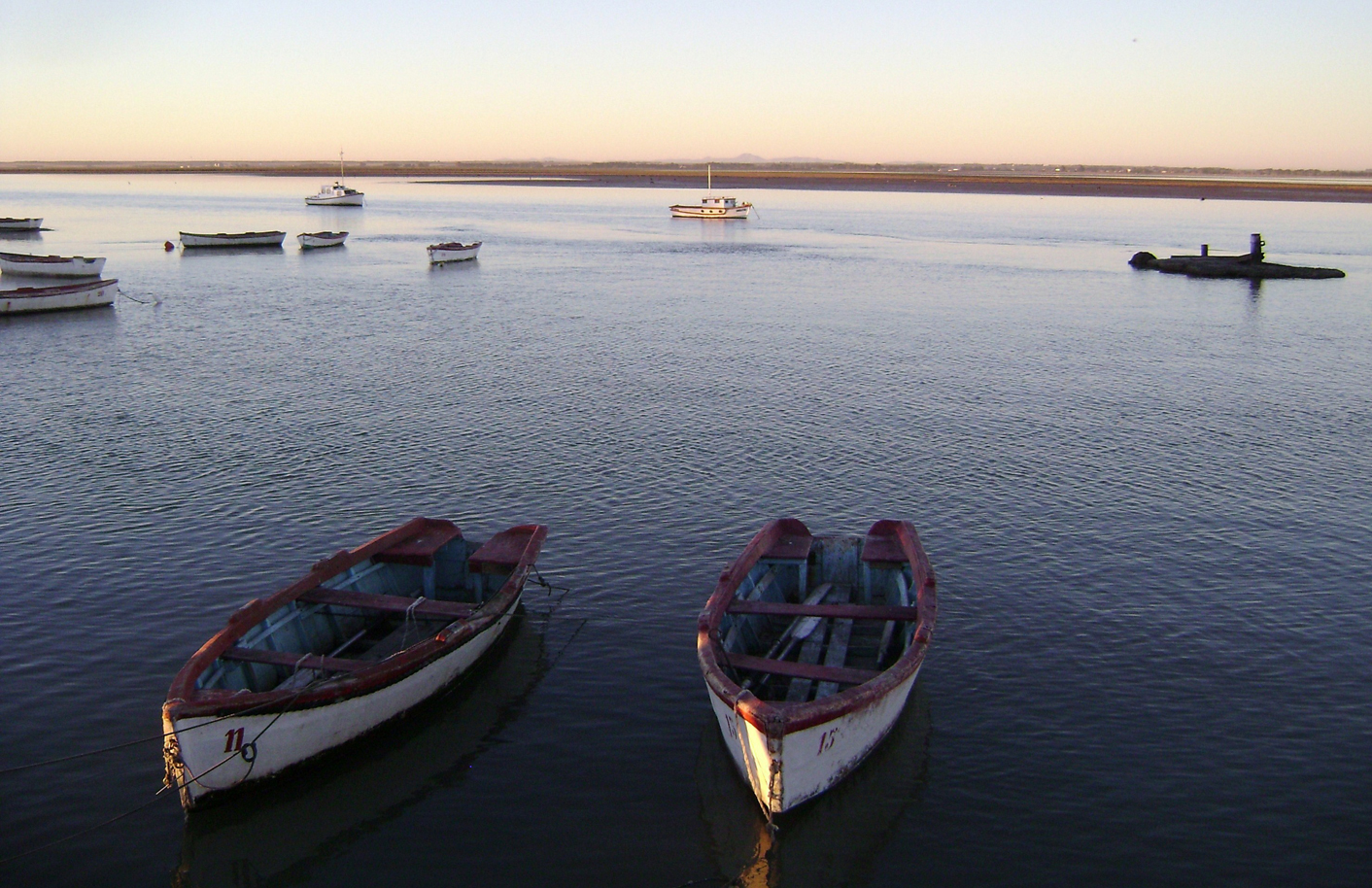
Embarcaciones del Club.
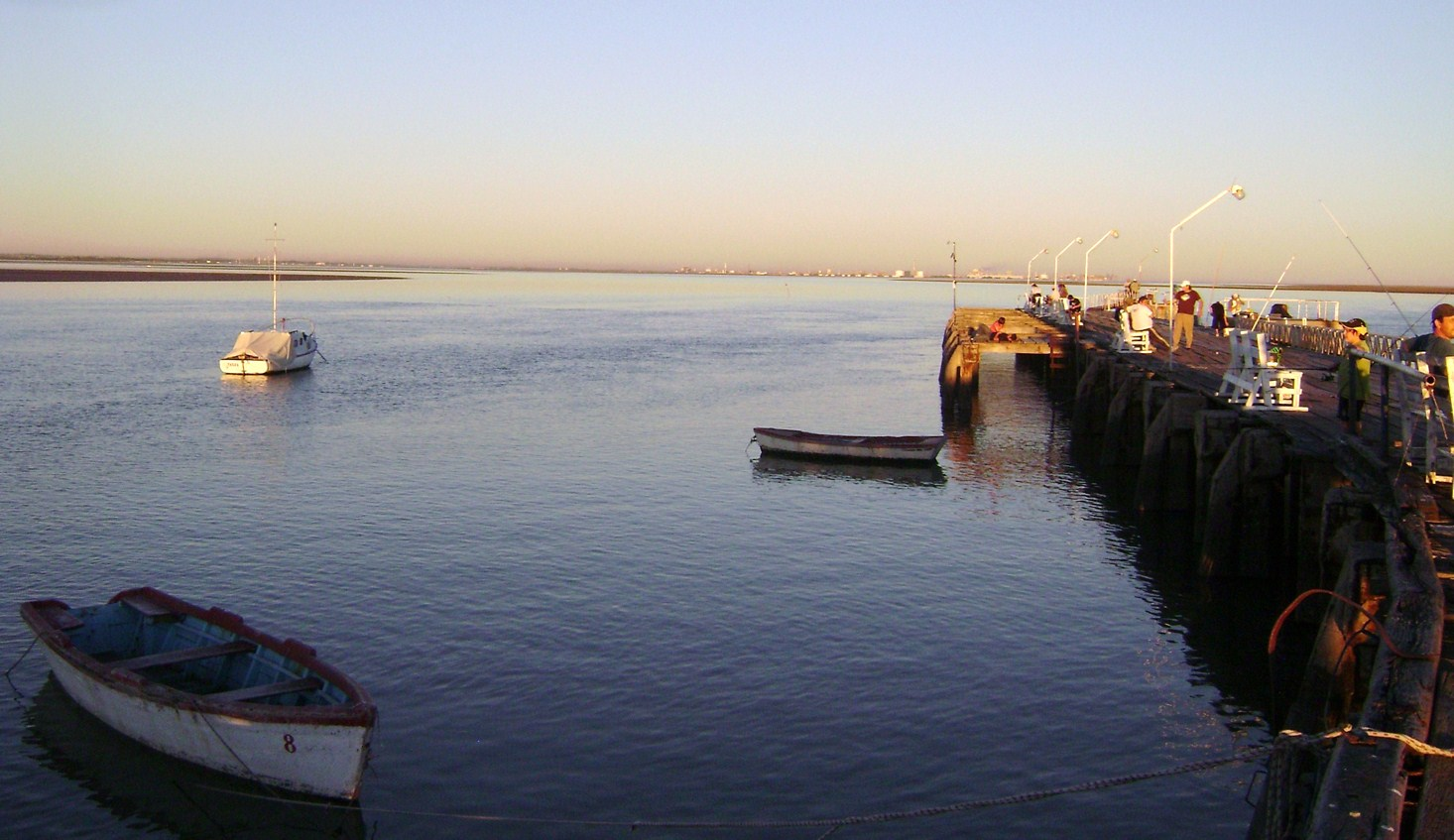
Vista del muelle del Club de Pesca y Náutica.
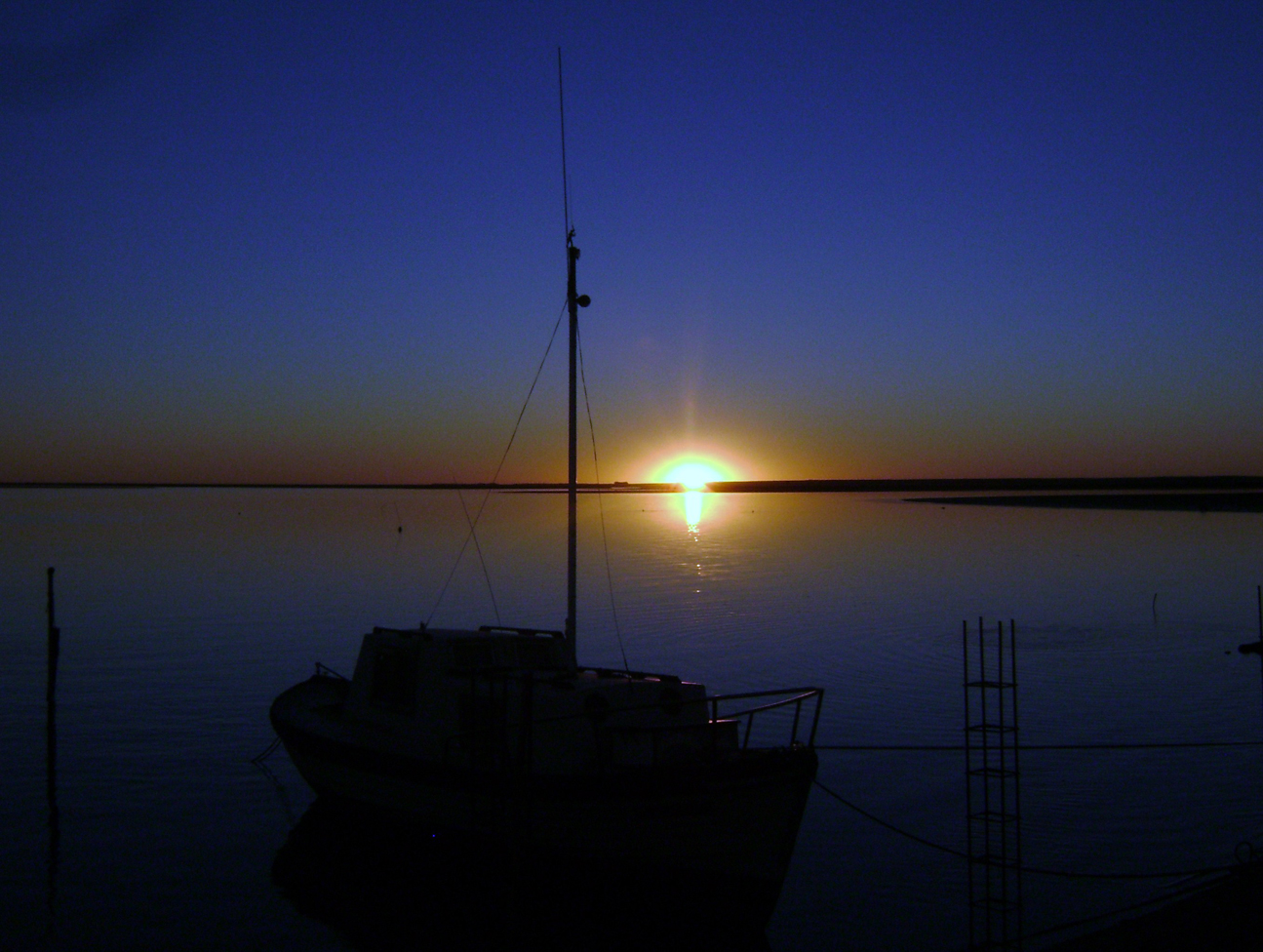
Puesta de Sol.

- Datos

Afiliado a la Federación de Pesca y Lanzamiento de la Pcia. de Bs. As. 
Afiliado a Clubes Náuticos- Registro N° 154
Personería Jurídica N° 4030
Además cuenta aproximadamente con 1200 socios (activos, vitalicios y honorarios)
- Patrimonio

1 lancha para apoyo de emergencias
26 botes de madera plastificados para remo o motor con capacidad para 4 personas de 5,1 m de eslora, 1,7 m de manga y 0,7 m de puntal
- Estructura Edilicia

Quincho de material totalmente cerrado. Edificio de material donde funciona la cantina. Lavadero de lanchas. Sanitarios. Casillas de control de acceso y del puerto. Estacionamiento libre.
Edificio  de secretaría en 25 de Mayo 585 de Gral Daniel Cerri.